# شرکت فولاد هرمزگان
شرکت فولاد هرمزگان در کنار خلیج فارس در زمینی به مساحت ۹۵ هکتار در ۱۳ کیلومتری غرب شهر بندرعباس و در منطقه ویژه اقتصادی صنایع معدنی و فلزی خلیج‌فارس واقع شده و با فعالیت این شرکت، استان هرمزگان به قطب سوم فولاد کشور تبدیل شده‌است.
از ویژگی‌های این شرکت مجاورت با خلیج فارس جهت دسترسی آسان به آب‌های آزاد، نزدیکی به مخازن گاز عسلویه و مجاورت با ذخایر سنگ‌آهن گل‌گهر، مجتمع بندری شهید رجایی و حمل‌ونقل جاده‌ای و ریلی است. 

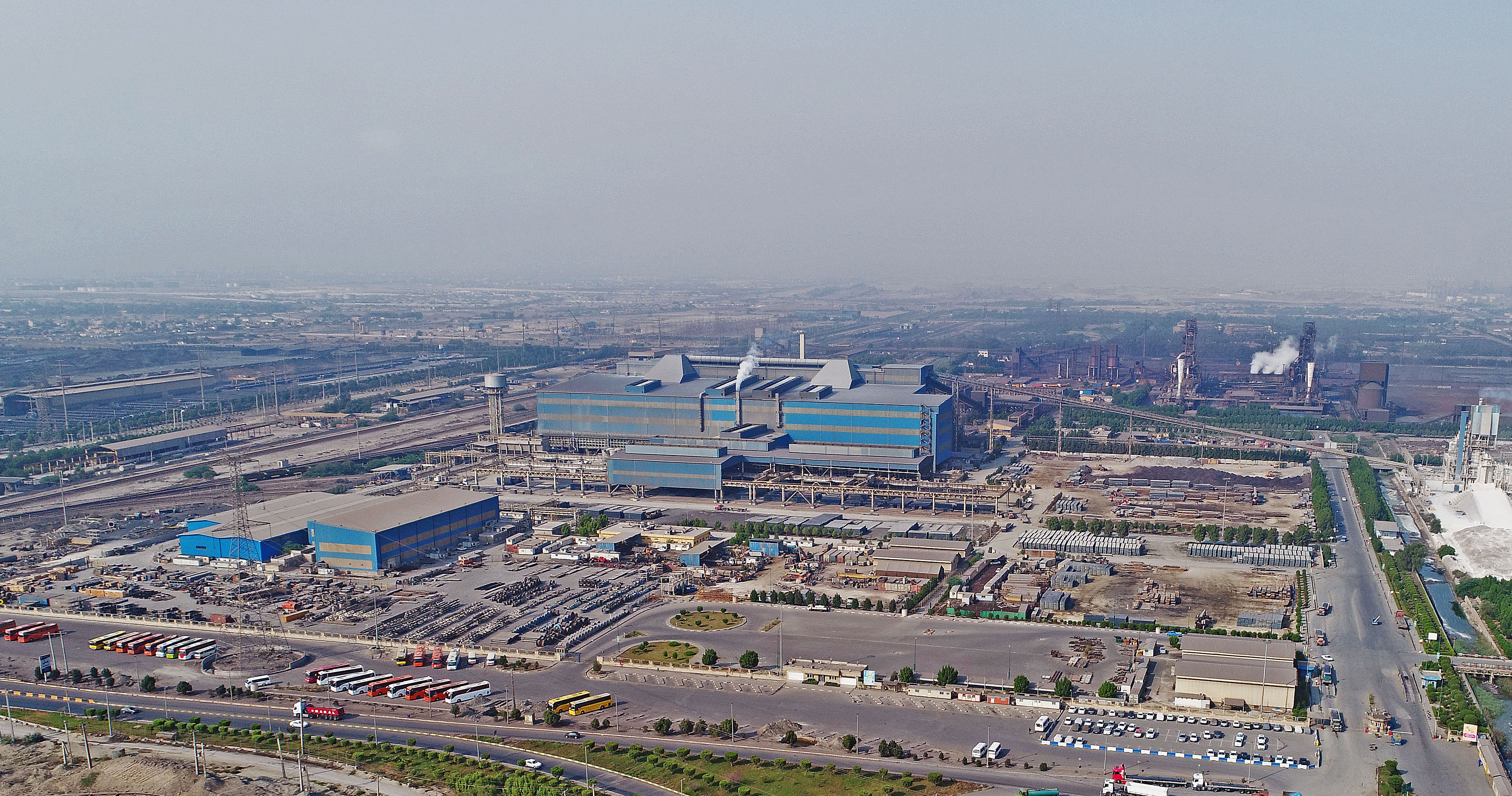
تصویر هوایی شرکت فولاد هرمزگان

## تاریخچه
طرح احداث یک مجتمع فولادی در استان هرمزگان در سال ۱۳۷۸ در دستور کار شورای اقتصاد قرار گرفت و پس از تأیید مراحل اجرایی، بزرگ‌ترین پروژه وزارت صنایع و معادن، شامل خاک‌برداری، بتن‌ریزی، ساخت اسکله‌های عظیم فولادی و هزاران تن مصالح و تجهیزات موردنیاز دیگر در سال ۱۳۸۵ آغاز گردید.

### احداث واحد احیا مستقیم
واحد احیا مستقیم (کارخانه آهن‌سازی) با ظرفیت سالانه ۱۶۵۰ هزار تن آهن اسفنجی در مدت ۳۲ ماه با تلاش متخصصان و صنعتگران داخلی اجرا شد. این واحد در مهرماه ۱۳۸۷ وارد فاز راه‌اندازی سرد و در اسفندماه همان سال با حضور رئیس‌جمهور وقت راه‌اندازی شد.

### احداث واحد فولادسازی
در سال ۱۳۸۹ واحد فولادسازی نیز وارد فاز تست گرم گردید و در مردادماه همان سال، نخستین ذوب کوره قوس الکتریکی صورت گرفت و در ۲۶ فروردین‌ماه سال ۱۳۹۰ اولین تختال آزمایشی شرکت فولاد هرمزگان تولید گردید.

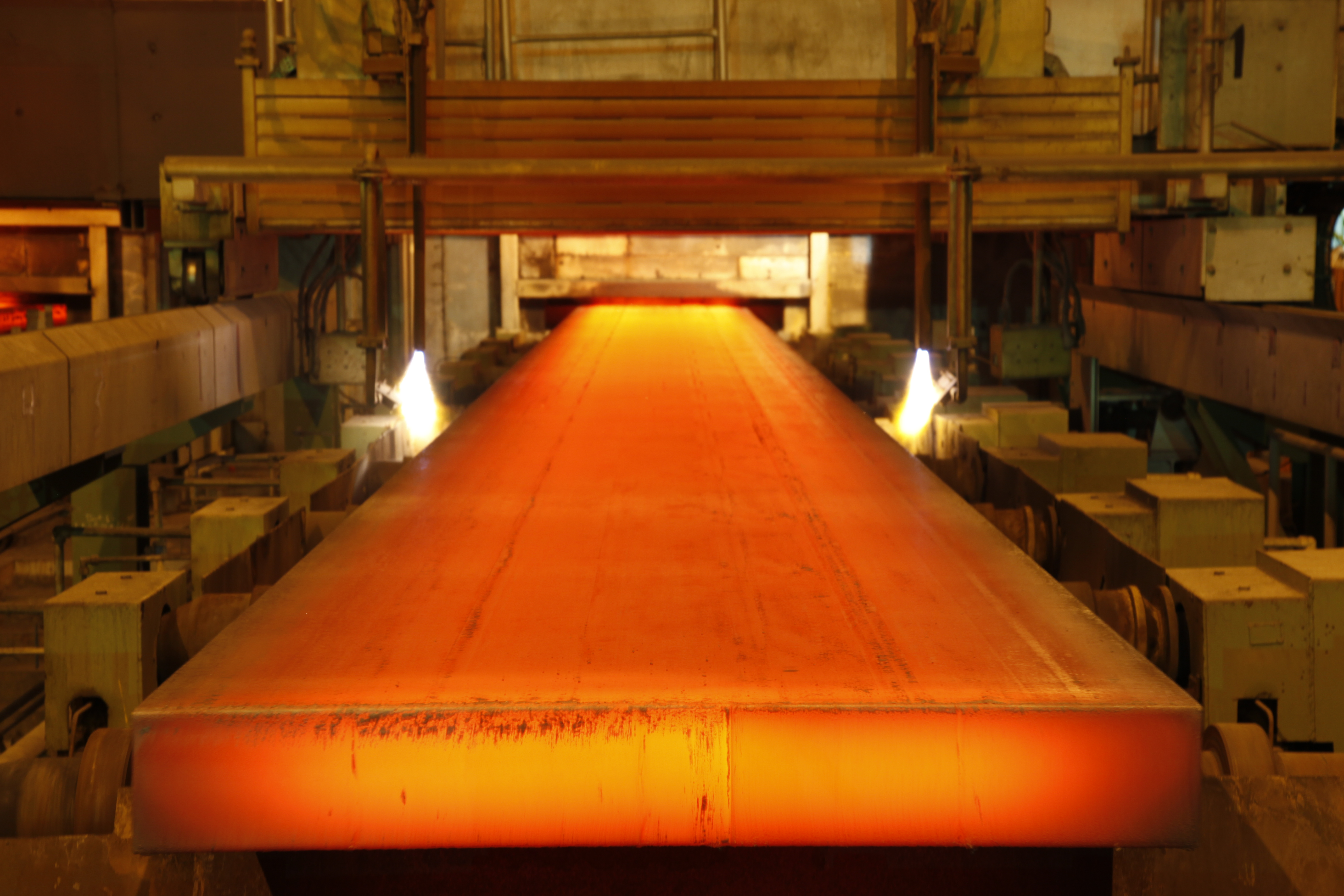
تولید تختال ماشین ریخته‌گری در شرکت فولاد هرمزگان

## محصولات و مصارف کاربردی
فولادهای تولیدی در شرکت فولاد هرمزگان عمدتاً فولادهای کربنی برای کاربرد رول و ورق به‌صورت نورد گرم و سرد است.
تختال‌های تولیدی این شرکت در خط نورد گرم، عمدتاً در پروفیل‌سازی، لوله‌های آب، نفت و مخازن تحت فشار و قطعات سنگین فولادی مورد استفاده قرار می‌گیرد. ورق‌های تولیدی در نورد سرد نیز در ورق بدنه خودرو و بدنه لوازم‌خانگی ازجمله یخچال، بخاری و همچنین استفاده‌های ویژه مانند ورق‌های قلع‌اندود و گالوانیزه کاربرد دارد.
محصولات این شرکت مطابق با استانداردهایی نظیر استاندارد ملی ایران (ISIRI)، ASTM,SAE/AISI,API آمریکا، Bs انگلستان، DIN آلمان،EN بین‌المللی،JIS ژاپن و ISG (استاندار داخلی) تولید می‌شود.

## ظرفیت تولید و اشتغال‌زایی
شرکت فولاد هرمزگان دارای ظرفیت اسمی ۱٫۵ میلیون تن تختال (اسلب) به ضخامت ۲۰۰ و ۲۵۰ میلی‌متر، عرض ۹۰۰ تا ۲۰۰۰ میلی‌متر و طول ۶۰۰۰ تا ۱۲۰۰۰ میلی‌متر است. همچنین این شرکت قادر به تولید محصولات میانی از قبیل یک‌میلیون و ۶۵۰ هزار تن آهن اسفنجی در سال، ۹۰ هزار تن آهک در سال، ۷۵۰۰ نرمال مترمکعب بر ساعت اکسیژن، ۱۸۰۰۰ نرمال مترمکعب بر ساعت نیتروژن و ۱۲۰ نرمال مترمکعب بر ساعت آرگون است.

با سرمایه‌گذاری ۱۳۰۰۰ میلیارد ریال در این شرکت، زمینه اشتغال پایدار ۱۵۰۰ نفر به‌صورت مستقیم و ۶ هزار نفر به‌صورت غیرمستقیم فراهم شده که با اجرای طرح توسعه این میزان به تعداد ۳ هزار نفر به‌صورت مستقیم و ۱۲ هزار نفر غیرمستقیم قابل افزایش است.

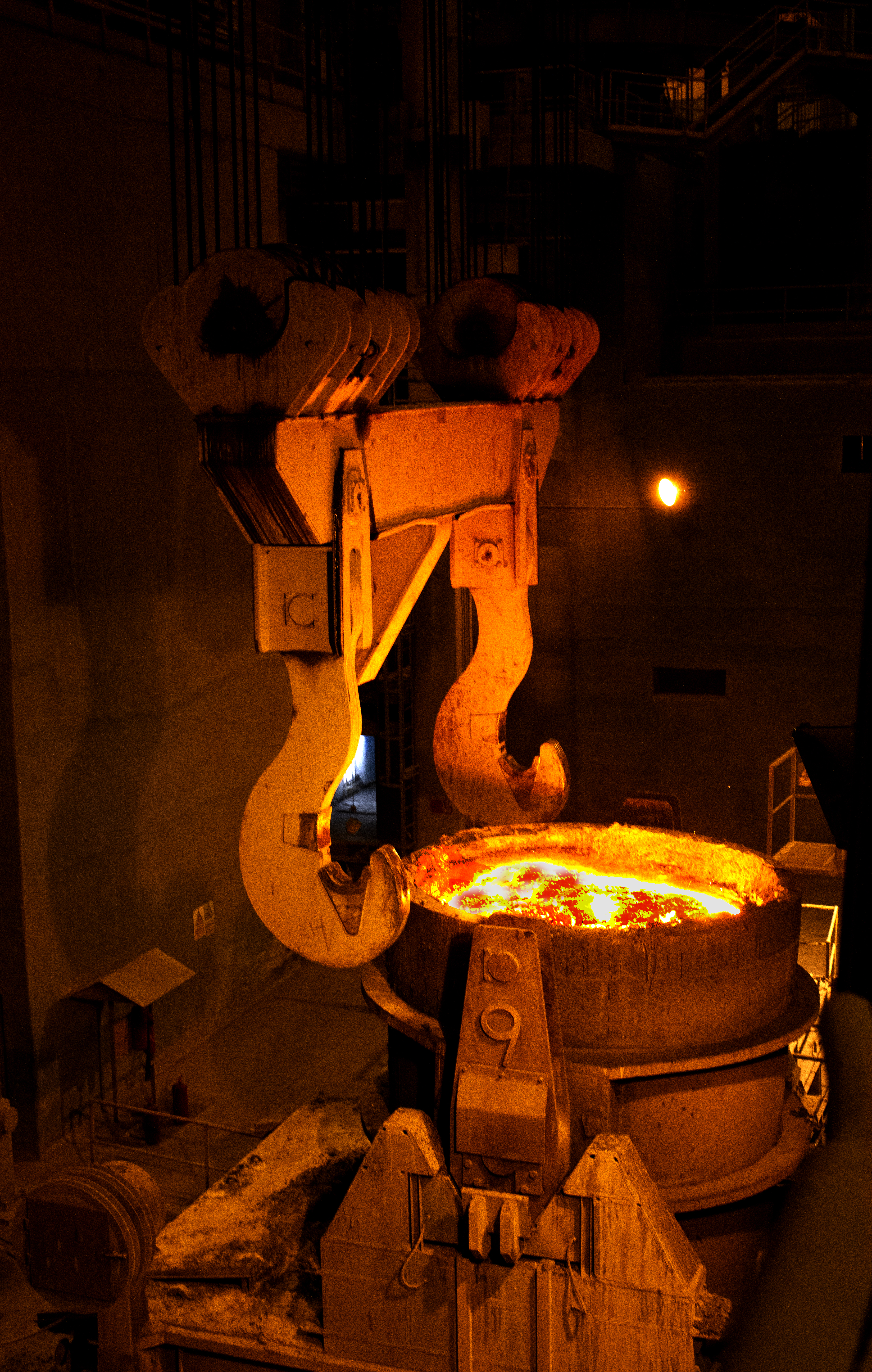
پاتیل مواد مذاب کارخانه آهن سازی فولاد هرمزگان

## ویژگی‌های منحصربه‌فرد فولاد هرمزگان
- استفاده از سیستم کنترل آلودگی Dog House جهت کنترل و کاهش آلودگی برای نخستین مرتبه در کشور.
- وجود یکی از پیشرفته‌ترین آب‌شیرین‌کن‌های جنوب کشور جهت استفاده از آب دریا در فرایند تولید؛
- تولید عریض‌ترین تختال کشور به عرض ۲۰۰۰ میلی‌متر جهت تولید لوله‌های انتقال نفت و گاز.
- تولید تختال به دو ضخامت ۲۰۰ میلی‌متر و ۲۵۰ میلی‌متر به‌منظور تنوع تولید و کسب جایگاه برتر در بازار؛
- تولید فولادهای پرکربن برای استفاده در فولادهای با استحکام بالا.
- تولید سنگین‌ترین تختال کشور به وزن ۴۶ تن؛
- استفاده از کوره آهک‌پزی عمودی دوقلو؛
- بالاترین سرعت ریخته‌گری تختال در کشور، حداکثر ۱٫۶ متر بر دقیقه به‌منظور افزایش راندمان تولید؛
- استفاده از سیستم ۹۵ درصد شارژ اسفنجی (امکان نگهداری ۶۰ تن مذاب در کوره) که عدم وابستگی به نوسانات بازار قراضه از مزیت‌های آن است.
- عدم نیاز به پاتیل سرباره و تخلیه سرباره بر روی زمین جهت حذف زمان انتظار پاتیل و افزایش راندمان.
- وجود خط ریخته‌گری عمودی قوسی جهت تولید فولادهای کیفی، افزایش تولید ذوب با کیفیت بالا و کاهش ناخالصی‌ها؛
- امکان تغییر عرض در حین ریخته‌گری جهت کاهش زمان آماده‌سازی و افزایش تولید؛
- بهره‌مندی از یکی از پیشرفته‌ترین ماشین‌های ریخته‌گری و تمام اتوماسیون جهت تولید تختال.